# Koluragi, Indi
Koluragi là một làng thuộc tehsil Indi, huyện Bijapur, bang Karnataka, Ấn Độ.